# Cerkiew staroobrzędowców w Dyneburgu
Cerkiew staroobrzędowców w Dyneburgu (łot. Daugavpils 1. vecticībnieku kopienas lūgšanu nams) – świątynia znajdująca się w Dyneburgu przy ul. Puszkina 16 a, zbudowana w latach 1908–1928. 